# Чемпіонат УРСР з легкої атлетики в приміщенні 1985
Чемпіонат УРСР з легкої атлетики в приміщенні 1985 серед дорослих був проведений 2-3 лютого в легкоатлетичному манежі київської ШВСМ.
Чемпіонські звання у дисциплінах багатоборства були розіграні за кілька днів до основної першості на окремому чемпіонаті в Запоріжжі.

## Призери

### Чоловіки
| Дисципліни            | Золото                                | Золото    | Срібло                                | Срібло    | Бронза                               | Бронза |
| --------------------- | ------------------------------------- | --------- | ------------------------------------- | --------- | ------------------------------------ | ------ |
| 60 метрів             | Олександр Надуда Харківська обл.      | 6,3h =NIB | Віктор Бризгін Ворошиловградська обл. | 6,3h =NIB |                                      |        |
| 200 метрів            | Віктор Бризгін Ворошиловградська обл. | 21,0h NIB | Микола Разгонов Донецька обл.         |           |                                      |        |
| 400 метрів            | Анатолій Мельников Одеська обл.       | 48,1h     |                                       |           |                                      |        |
| 800 метрів            | Віктор Сапетченков Одеська обл.       | 1.51,6h   |                                       |           |                                      |        |
| 1500 метрів           | Анатолій Крохмалюк Вінницька обл.     | 3.47,7h   |                                       |           |                                      |        |
| 60 метрів з бар'єрами | Володимир Заїка Київ                  | 7,5h =NIB |                                       |           |                                      |        |
| Стрибки у висоту      | Юрій Сергієнко Луганська обл.         | 2,34      | Юрій Шевченко Київ                    | 2,26      | Анатолій Коробенко Київ              | 2,20   |
| Стрибки з жердиною    | Олександр Черняєв Київська обл.       | 5,50      |                                       |           |                                      |        |
| Стрибки у довжину     | Вадим Кобилянський Харківська обл.    | 7,82      |                                       |           |                                      |        |
| Потрійний стрибок     | Володимир Іноземцев Луганська обл.    | 16,93     | Микола Мусієнко Дніпропетровська обл. | 16,78     | Григорій Ємець Дніпропетровська обл. | 16,57  |
| Штовхання ядра        | Віктор Степанський Рівненська обл.    | 20,61     | Сергій Соломко Донецька обл.          | 18,72     |                                      |        |

### Жінки
| Дисципліни            | Золото                                    | Золото     | Срібло                             | Срібло | Бронза                                 | Бронза |
| --------------------- | ----------------------------------------- | ---------- | ---------------------------------- | ------ | -------------------------------------- | ------ |
| 60 метрів             | Антоніна Настобурко Дніпропетровська обл. | 7,1h =NIB  | Н. Ірхіна Харківська обл.          | 7,2    | І. Романова Донецька обл.              | 7,2    |
| 200 метрів            | Ольга Владикіна Луганська обл.            | 23,7h NIB  |                                    |        |                                        |        |
| 400 метрів            | Надія Олізаренко Одеська обл.             | 52,9h =NIB |                                    |        |                                        |        |
| 800 метрів            | Надія Олізаренко Одеська обл.             | 2.03,6h    |                                    |        |                                        |        |
| 1500 метрів           | Любов Смолка Київ                         | 4.14,8h    |                                    |        |                                        |        |
| 3000 метрів           | Любов Смолка Київ                         | 9.08,9h    | Ганна Педан Кримська обл.          | 9.11,6 |                                        |        |
| 60 метрів з бар'єрами | Надія Коршунова Харківська обл.           | 7,7h =NIB  | Наталія Григор'єва Харківська обл. | 7,9    |                                        |        |
| Стрибки у висоту      | Марина Дегтяр Одеська обл.                | 1,91       |                                    |        |                                        |        |
| Стрибки у довжину     | Олена Яцук Донецька обл.                  | 6,64       | Лариса Бережна Київ                | 6,58   |                                        |        |
| Штовхання ядра        | Людмила Воєвудська Дніпропетровська обл.  | 18,33      | Тетяна Щербоніс Луганська обл.     | 18,15  | Наталія Шляхтич Івано-Франківська обл. | 17,75  |

## Чемпіонат з багатоборств
Чемпіонат УРСР з легкоатлетичних багатоборств у приміщенні 1985 був проведений 26-29 січня в Запоріжжі в манежі СК «Металург».
Чоловіки змагались у восьмиборстві, яке складалось із бігу на 60 метрів, стрибків у довжину, штовхання ядра, стрибків у висоту, бігу на 300 метрів, бігу на 60 метрів з бар'єрами, стрибків з жердиною та бігу на 1000 метрів.
Жінки розігрували першість з шестиборства, яке включало біг на 60 метрів з бар'єрами, штовхання ядра, стрибки у висоту, біг на 200 метрів, стрибки у довжину та біг на 600 метрів.

### Чоловіки
| Дисципліни    | Золото                  | Золото    | Срібло                   | Срібло | Бронза                         | Бронза |
| ------------- | ----------------------- | --------- | ------------------------ | ------ | ------------------------------ | ------ |
| Восьмиборство | Олександр Невський Київ | 6474 очки | Андрій Невадовський Київ | 6253   | Ігор Колованов Харківська обл. | 6189   |

### Жінки
| Дисципліни   | Золото                    | Золото | Срібло                             | Срібло | Бронза                        | Бронза |
| ------------ | ------------------------- | ------ | ---------------------------------- | ------ | ----------------------------- | ------ |
| Шестиборство | Тетяна Шпак Донецька обл. | 5111   | Віра Юрченко Дніпропетровська обл. | 5099   | Олена Патюкова Львівська обл. | 4880   |